# Kalfu
 (décembre 2024).
Si vous disposez d'ouvrages ou d'articles de référence ou si vous connaissez des sites web de qualité traitant du thème abordé ici, merci de compléter l'article en donnant les références utiles à sa vérifiabilité et en les liant à la section « Notes et références ».
En pratique : Quelles sources sont attendues ? Comment ajouter mes sources ?
Dans le vaudou, (Mèt) Kalfu, aussi écrit Kalfou, Kafou, (Mait' ) Karefou ou (Maître) Carrefour est la manifestation de Papa Legba dans le rite Petro. Il peut être dangereux. Alors que Legba, sa contrepartie Rada plus douce, est associé au Soleil, Kalfu est considéré comme un lwa de la Lune.
Kalfu surveille aussi les carrefours. De manière similaire à celle d'Hécate dans la mythologie grecque, Kalfu maîtrise les forces malfaisantes du monde des esprits. Alors que Legba s'occupe des esprits positifs du jour, Kalfu est le maître des esprits nocturnes.
Quand Kalfu chevauche quelqu'un, toutes les personnes présentes à la cérémonie cessent de parler car il permet au lwa mauvais de venir à la cérémonie. Il prétend que la plupart des lwas importants le connaissent et travaillent avec lui. Kalfu dit que certaines personnes croient qu'il est un démon, mais il dément cette affirmation. Bien qu'il ne soit pas très apprécié, c'est un lwa respecté, il est le grand maître des charmes et des sortilèges et on l'associe étroitement à la magie noire.